# 米德爾堡 (紐約州村)
米德爾堡（英語：Middleburgh）是位於美國紐約州斯科哈里縣的村。

## 人口
根據2020年美國人口普查的數據，米德爾堡的面積為3.23平方千米，皆為陸地。當地共有人口1131人，而人口密度為每平方千米350人。